# Чемпионат СССР по вольной борьбе 1972
28-й Чемпионат СССР по вольной борьбе проходил в Минске с 8 по 15 июня 1972 года. В соревнованиях участвовало 195 борцов.

## Медалисты
| Весовая категория   | Золото                                    | Серебро                                          | Бронза                                      |
| ------------------- | ----------------------------------------- | ------------------------------------------------ | ------------------------------------------- |
| Наилегчайший вес    | Роман Дмитриев Вооружённые Силы (Москва)  | Рафик Гаджиев «Динамо» (Баку)                    | Борис Шлепкин «Динамо» (Минск)              |
| Легчайший вес       | Аминула Насрулаев «Динамо» (Махачкала)    | Александр Иванов Вооружённые Силы (Алма-Ата)     | Арсен Алахвердиев «Буревестник» (Махачкала) |
| Полулёгкий вес      | Тариель Алибегашвили «Динамо» (Тбилиси)   | Роин Доборджгинидзе «Колмеурне» (Тбилиси)        | Энвер Абдураманов «Динамо» (Ташкент)        |
| Лёгкий вес          | Виктор Маркелов Вооружённые Силы (Казань) | Аманжол Бугубаев «Кайрат» (Алма-Ата)             | Юрий Королёв «Красное Знамя» (Минск)        |
| 1-й полусредний вес | Леонид Шипилов «Динамо» (Ташкент)         | Александр Матвеев «Трудовые Резервы» (Ленинград) | Нодар Хохашвили «Колмеурне» (Тбилиси)       |
| 2-й полусредний вес | Виктор Зильберман «Динамо» (Минск)        | Руслан Ашуралиев «Урожай» (Махачкала)            | Юрий Гусов Вооружённые Силы (Киев)          |
| 1-й средний вес     | Юрий Шахмурадов «Спартак» (Махачкала)     | Виктор Новожилов «Динамо» (Ленинград)            | Зайнди Аласханов Вооружённые Силы (Москва)  |
| 2-й средний вес     | Владимир Маршания «Гантиади» (Сухуми)     | Пётр Суриков Вооружённые Силы (Алма-Ата)         | Геннадий Страхов Вооружённые Силы (Москва)  |
| Полутяжёлый вес     | Владимир Гулюткин «Спартак» (Киев)        | Иван Ярыгин «Труд» (Красноярск)                  | Николай Муханов Вооружённые Силы (Киев)     |
| Тяжёлый вес         | Владимир Паршуков «Спартак» (Сыктывкар)   | Сослан Андиев «Динамо» (Орджоникидзе)            | Лийва Калю «Динамо» (Таллин)                |